# Carpineto Sinello
Carpineto Sinello é uma comuna italiana da região dos Abruzos, província de Chieti, com cerca de 746 habitantes. Estende-se por uma área de 29 km², tendo uma densidade populacional de 26 hab/km². Faz fronteira com Atessa, Carunchio, Casalanguida, Gissi, Guilmi, Liscia, Roccaspinalveti, San Buono.

## Demografia
| Variação demográfica do município entre 1861 e 2011                               |
|                                                                                   |
| Fonte: Istituto Nazionale di Statistica (ISTAT) - Elaboração gráfica da Wikipedia |